# Robert Tepper
Robert Tepper (Bayonne, Nueva Jersey; 8 de octubre de 1953) es un cantante de rock y pop estadounidense, muy conocido por su canción No Easy Way Out, perteneciente a la banda sonora de la película Rocky IV.

## Carrera
Nacido en Nueva Jersey, Tepper se trasladó a Nueva York donde se convirtió en escritor jefe. Tepper conoció al cantante Benny Mardones, y juntos escribieron la balada "Into the Night", que les valió una nominación a los premios Grammy.
En 1985, firmó con Scotti Brothers Records y se mudó a Los Ángeles. Sylvester Stallone usó la canción de Tepper, "No Easy Way Out" en su película Rocky IV. "No Easy Way Out" entró en el Top 40, alcanzando el puesto # 22 en el Billboard Hot 100 en 1986, y por un momento expuso a Tepper a la opinión pública. Varios sellos discográficos europeos, entre ellos Ministry of Sound, publicaron "No Easy Way Out" con sus propias versiones dance, y el grupo de hard rock Bullet For My Valentine también grabó una versión de la canción en 2008. Tepper lanzó dos álbumes en solitario con la compañía Scotti Bros Records, pero ambos discos tuvieron muy poca promoción de su compañía. Luego pasó a formar parte del grupo de hard rock clásico Iron Butterfly por unos pocos años. Su tercer álbum en solitario No Rest For The Wounded Heart fue lanzado exclusivamente en Europa en 1996 en el sello discográfico MTM.
En 2009, Sony/BMG lanzó sus dos primeros discos en formato digital.
En sus últimos años Tepper creó música para cine y televisión, y colaboró en un musical.

## Discografía

### Canciones
- No Easy Way Out (Scotti Bros., 1986)
- Modern Madness (Scotti Bros., 1988)
- No Rest For The Wounded Heart (MTM , 1996)